# 알랭 수티
알랭 수티(독일어: Alain Sutter, 1968년 1월 22일, 스위스 베른 ~ )는 스위스의 전 축구 선수이자, 포지션은 윙어였다. 그는 지난 1994년 FIFA 월드컵에서 스위스의 16강 진출을 이끌었으며, 루마니아와의 2차전에서 득점을 기록했다.